# Exame Nacional para Ingresso no Ensino Superior

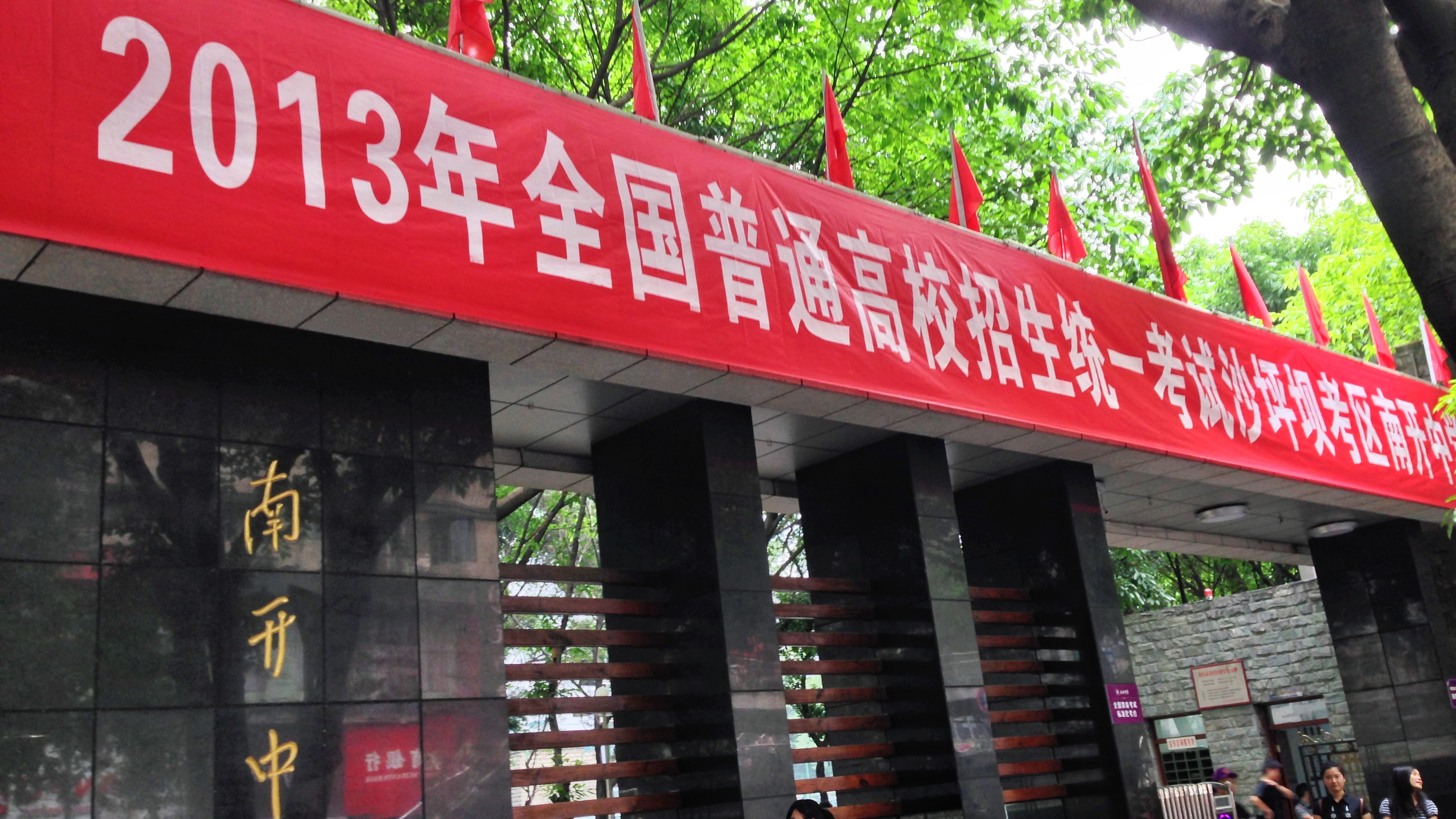
Banner sobre o exame na entrada da Escola Secundária de Chongqing Nankai

O Exame Nacional Para o Ingresso no Ensino Superior, mais conhecido como Gaokao (chinês: 高考, em português/inglês: gaokao) é o exame final do sistema escolar da República Popular da China para selecionar novos estudantes de universidades. O exame final é feito após doze anos de estudos. Por ser o único meio de ingresso numa universidade no país, o evento mobiliza toda a sociedade chinesa, sendo assim considerado o exame mundial com o maior número de participantes.
Em 2009, 10,2 milhões de chineses participaram no exame nacional, motivo este que confere ao candidato aprovado um importante status social; e ao reprovado, um enorme fracasso.
Em 2006, um recorde de 9,5 milhões de pessoas se inscreveram para concorrer a vagas no ensino superior na China. Destes, 8,8 milhões (93%) estavam programados para fazer o exame nacional de admissão e 27.600 (0,28%) ficaram isentos de exames padronizados (保送) devido ao talento excepcional ou especial.
A nota global recebido pelo aluno é geralmente uma soma ponderada de suas marcas temáticas. A marca máxima possível varia muito de ano para ano e também de província para província.